# Território Antártico Australiano

Mapa do território

O Território Antártico Australiano (AAT) é uma parte da Antártida Oriental reivindicada pela Austrália como território externo. É administrado pela Divisão Antártica Australiana, uma agência do Departamento Federal de Agricultura, Água e Meio Ambiente. A história do território remonta a uma reivindicação da Terra de Enderby feita pelo Reino Unido em 1841, que foi posteriormente expandida e eventualmente transferida para a Austrália em 1933. É o maior território da Antártida reivindicado por qualquer nação por área. Em 1961, o Tratado da Antártida entrou em vigor. O artigo 4º trata reivindicações territoriais e, embora não renuncie ou diminua quaisquer reivindicações de soberania preexistentes, também não prejudica a posição das Partes Contratantes no reconhecimento ou não da soberania territorial. Como resultado, apenas quatro outros países – Nova Zelândia, Reino Unido, França e Noruega reconhecem a reivindicação de soberania da Austrália na Antártida que controla a zona, basicamente para sustentar os projetos diversos da investigação cientifica.